# David Abagna
David Abagna (Tamale, 9 de septiembre de 1998) es un futbolista ghanés que juega en la demarcación de centrocampista para el APOEL de Nicosia de la Primera División de Chipre.

## Selección nacional
Tras jugar con las categorías inferiores, finalmente hizo su debut con la selección de fútbol de Ghana el 5 de enero de 2022 en un encuentro amistoso contra Argelia que finalizó con un resultado de 3-0 a favor del combinado argelino tras los goles de Adam Ounas, Islam Slimani y un autogol de Jonathan Mensah.

## Clubes
| Club                    | País     | Año       | Partidos | Goles |
| ----------------------- | -------- | --------- | -------- | ----- |
| Legon Cities FC         | Ghana    | 2016-2018 | 45       | 15    |
| Ashanti Gold SC         | Ghana    | 2019-2021 | 41       | 9     |
| Real Tamale United      | Ghana    | 2021-2023 | 9        | 8     |
| Al-Hilal Omdurmán       | Sudán    | 2023-2024 | 8        | 2     |
| F. C. Petrocub Hîncești | Moldavia | 2024      | 17       | 7     |
| APOEL de Nicosia        | Chipre   | 2024-     | 31       | 6     |

## Palmarés

### Títulos nacionales
| Título                | Club                    | País     | Año  |
| --------------------- | ----------------------- | -------- | ---- |
| Superliga de Moldavia | F. C. Petrocub Hîncești | Moldavia | 2024 |
| Supercopa de Chipre   | APOEL de Nicosia        | Chipre   | 2024 |